# Harry Nestler
Harry Paul Nestler (* 8. März 1943 in Wesermünde) ist ein deutscher Politiker (CDU) und ehemaliger Abgeordneter der Bremischen Bürgerschaft.

## Biografie

### Ausbildung und Beruf
Harry Nestler ist in Bremerhaven-Geestemünde aufgewachsen und besuchte die Volksschule. Er absolvierte eine Berufsausbildung zum Betonbauer und besuchte eine Fachschule und eine Bundeswehr-Fachschule. Er war dann unter anderem Baustellenleiter. Danach erlernte er den Beruf des Industriekaufmanns und des Industriefachwirts. Er war Sachbearbeiter bei der Bundeswehr, dann im Einsatz bei der Arbeitsvorbereitung und danach Abteilungsleiter bei einem Bremer Beschäftigungsträger. Zurzeit ist er Leiter einer Jugendherberge in Bremerhaven und Sachbearbeiter bei der Entwicklung von Arbeitsprojekten.
Er ist verheiratet und hat ein Kind.

### Politik
1983 trat Nestler in die CDU ein. 1987 wurde er in die Bremerhavener Stadtverordnetenversammlung gewählt. Bis Mai 2007 war er dort stellvertretender Fraktionsvorsitzender. Nach der Bürgerschaftswahl in Bremen 2007 war er von 2007 bis 2011 Mitglied der Bremischen Bürgerschaft und CDU-Fraktionssprecher für Arbeit. Er war in den Ausschüssen für Häfen, im Petitionsausschuss (Land) und im Rechnungsprüfungsausschuss sowie in den Deputationen für Arbeit und Gesundheit und für Soziales, Jugend, Senioren und Ausländerintegration vertreten.